# Tomioka Eisei
Eisei Tomioka (sinh ngày 1 tháng 7 năm 1984) là một cầu thủ bóng đá người Nhật Bản.

## Sự nghiệp câu lạc bộ
Eisei Tomioka đã từng chơi cho Ventforet Kofu.